# Ladislav Holoubek

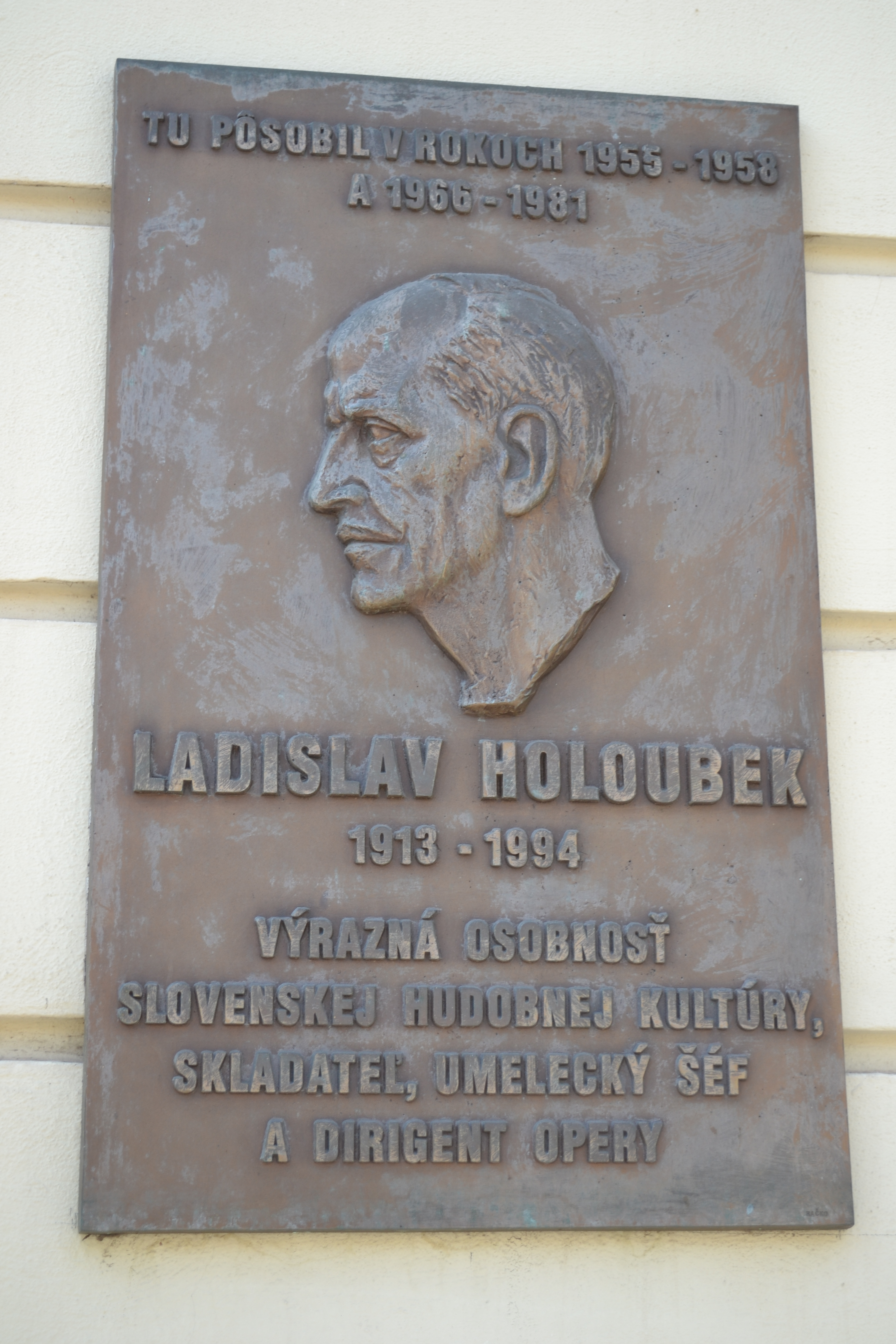
Gedenktafel für Ladislav Holoubek am Theatergebäude in Košice

Ladislav Holoubek (* 13. August 1913 in Prag; † 4. September 1994 in Bratislava) war ein slowakischer Komponist und Dirigent tschechischer Herkunft.

## Leben
In der tschechischen Hauptstadt Prag geboren, lebte Ladislav Holoubek von früher Jugend an im slowakischen Landesteil der damaligen Tschechoslowakei. Nach Abschluss des Gymnasiums in Trnava studierte er 1927–1933 Klavier bei Ernst Križan, Dirigieren bei Josef Vincourek und Komposition bei Alexander Moyzes an der Musik- und Theaterakademie (Hudobná a dramatická akadémia), dem nunmehrigen Konservatorium Bratislava. Seine Ausbildung vervollständigte er 1934–1936 in der Meisterklasse von Vítězslav Novák am Prager Konservatorium, die er mit seinem 1. Streichquartett op. 12 „Über Hass und Liebe“ (1936) absolvierte.
1933 wurde Holoubek Dirigent der Oper des Slowakischen Nationaltheaters (SND) in Bratislava, wo er bis 1952 wirkte. In den Jahren 1955–1958 war er Dirigent des Armeekunstensembles in Bratislava und in den Jahren 1955–1958 künstlerischer Leiter und Dirigent der Oper des Staatstheaters in Košice. 1958 kehrte er für einige Zeit nach Bratislava und 1966 erneut nach Košice zurück, wo er bis 1976 wieder als künstlerischer Direktor und bis 1981 als Dirigent tätig war. Zudem war er Gastdirigent u. a. an Bühnen in Prag, Wien, Bukarest, Sofia und Stuttgart. Er pflegte ein breites klassisch-romantisches Repertoire und leitete u. a. die Uraufführungen der slowakischen Opern „Krútňava“ von Eugen Suchoň (Bratislava, 1949), „Beg Bajazid“ (Košice, 1957) von Ján Cikker, „Peter und Lucia“ von Miroslav Bázlik (Bratislava, 1967) und „Nevšedná humoreska“ (Eine ungewöhnliche Humoreske) von Oto Ferenczy (Košice, 1969) sowie die slowakischen Erstaufführungen von Cikkers „Vzkriesenie“ (Auferstehung; Bratislava, 1962) und „Mister Scrooge“ (Bratislava 1963). Primär in Tschechien und der Slowakei wirkte er auch als Konzertdirigent, als Klavierbegleiter und Opernregisseur.

## Preise und Auszeichnungen (Auswahl)
- 1968: Titel „Zaslúžilý umelec“ (Verdienter Künstler)
- 1992: Ján-Levoslav-Bella-Preis für Pozdrav menu BACH op. 76 und das Lebenswerk

## Werke (Auswahl)

### Oper
- Stella. Oper in drei Akten op. 18, Libretto: Holoubek nach einem Roman von Henry Rider Haggard (1937–1938, rev. 1948–1949)
- Svitanie (Morgendämmerung). Oper in drei Akten op. 24, Libretto: Jarko Elen-Kaiser nach der Verserzählung „Herodes“ von Svetozár Hurban Vajanský (1939–1940)
- Túžba (Sehnsucht). Oper in drei Akten op. 28, Libretto: Ferdinand Gabaj (1943, rev. 1963 und 1969)
- Rodina (Familie). Oper in drei Akten op. 46, Libretto: Holoubek nach Ilja Prachař (1959)
- Professor Mamlock. Oper in zwei Akten op. 50, Libretto: Holoubek nach dem Theaterstück  Professor Mamlock von Friedrich Wolf (1964)
- Bačovské žarty (Sennerspäße). Komische Oper in einem Akt op. 62, Libretto: Holoubek nach Ján Poničan (1975)[1]

### Chor und Orchester
- Mesačná noc (Mondnacht) nach Worten von Ctibor Štítnický für Sopran, Männerchor und Orchester op. 31 (1951)
- Pieseň o povstaní (Lied von der Erhebung) für Bariton, Männerchor und Orchester op. 35 (1952)
- Slávny, veľký Stalin (Ruhmreicher, großer Stalin) nach einem Text von Jarko Elen für Männerchor und Orchester o. op. (1953)
- Genesis. Kantate nach einer Dichtung von Milan Rúfus für Bassbariton, gemischten Chor und Orchester op. 70 (1982)

### Orchester
- Ouvertüre op. 16 (1932)
- 1. Sinfonie op. 26 (1938, rev. 1948)
- Sinfonietta op. 33 (Orchesterfassung der 2. Klaviersonate op. 33, 1947)
- Zehn Variationen über ein eigenes Thema op. 41 (1950)
- Vzdory a nádeje (Trotz und Hoffnung) op. 54 (1973)
- Romantische Variationen über zwei Volkslieder aus der Gegend von Piešťany op. 72 (1983)
- 2. Sinfonie op. 75 (1987)
- Pozdrav menu BACH (Gruß dem Namen BACH) op. 76  (1988)

### Soloinstrument und Orchester
- Präludium, Passacaglia und Toccata für Klavier und Orchester op. 3 (vor 1936)
- Konzert für Horn und Orchester op. 66 (1980)
- Concertino für Oboe und kleines Orchester op. 67 (1981)[2]

### Kammermusik
- Trio Flöte, Violine und Harfe op. 13 (vor 1936, rev. 1985)
- Bläserquintett op. 17 (1938)
- 2. Streichquartett op. 32 (1948)
- 3. Streichquartett op. 49 („dodekaphones“) (1962)[3]
- Variationen über ein slowakisches Volkslied für Klaviertrio op. 71 (1983)

### Klavier solo
- Vier Fugen op. 4 (1931)
- 1. Sonate op. 5 „Romantische“ (1931)
- 2. Sonate op. 33 (1947)
- Dávna láska (Alte Liebe) op. 78 (1991)

### Lied
- Dcérenka moja (Mein Töchterlein). Liederzyklus nach Gedichten von Vojtech Mihálik für Mezzosopran und Klavier oder Orchester op. 34 (1952)
- K ľudu! (Zum Volk!) nach Worten von Pavol Országh Hviezdoslav für Mezzosopran und Klavier oder Orchester op. 42 (1954)
- Spevy jesene (Herbstgesänge) nach Gedichten von Pavol Orságh Hviezdoslav für Bass und Klavier oder Orchester op. 51 (1967)
- Hviezdy na vódach (Sterne auf dem Wasser). Liederzyklus nach Worten von Josef Václav Sládek für Mezzosopran und Klavier oder Orchester op. 55 (1974)
- Tri z pusty (Drei aus der Puszta) Liederzyklus nach Worten von Sándor Petőfi in der Übersetzung von Ján Smrek für Bassbariton und Klavier o. op. (1983)

Außerdem Musik zu Theaterstücken, Chorsätze, Musik zu Spiel- und Dokumentarfilmen sowie Stücke für den Unterricht.